# Groupe de la pyrite
Le groupe de la pyrite est un ensemble de minéraux à système cristallin cubique et à structure diploïdale de formule générale AX2. Chaque élément métallique (A) est lié à six paires d'éléments non-métalliques (X = S, Sb, As, Se, Te, Bi) en "haltère" et chaque paire en "haltère" est liée à six atomes métalliques,.

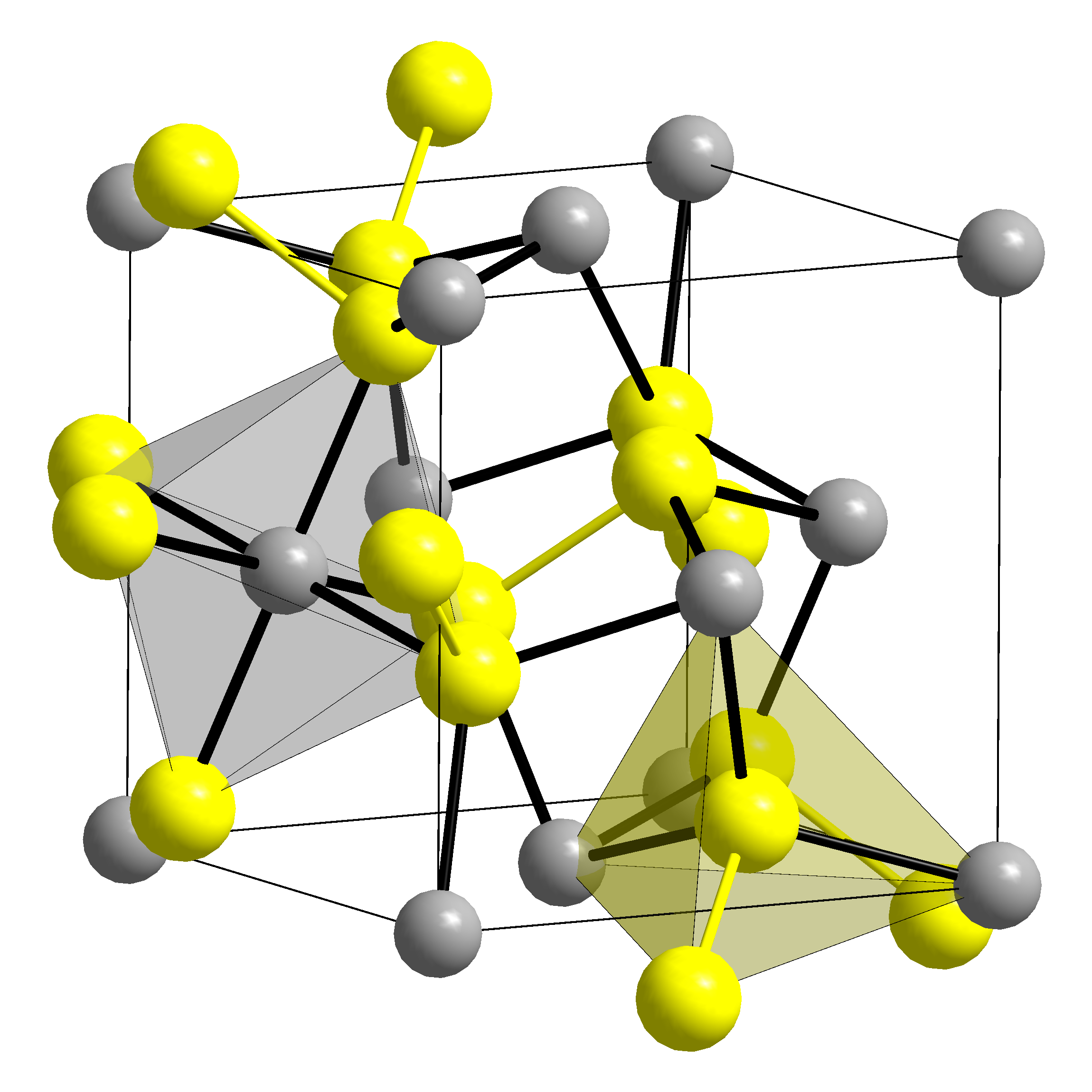
Structure de la pyrite. Jaune : S−, gris : Fe2+.

## Minéraux du groupe de la pyrite
Le groupe de la pyrite inclut :
- aurostibite AuSb2 ;
- cattiérite CoS2 ;
- dzharkénite FeSe2 ;
- erlichmanite OsS2 ;
- fukuchilite Cu3FeS8 ;
- gaotaiite Ir3Te8 ;
- géversite PtSb2 ;
- hauérite MnS2 ;
- insizwaïte Pt(Bi,Sb)2 ;
- krutaïte CuSe2 ;
- laurite RuS2	;
- penroséite (Ni,Co,Cu)Se2 ;
- pyrite FeS2 ;
- sperrylite PtAs2 ;
- trogtalite CoSe2 ;
- vaesite NiS2 ;
- villamaninite (Cu,Ni,Co,Fe)S2.